# El Chocolate
El Chocolate, eigentlich Antonio de La Santísima Trinidad Núñez Montoya (* 4. Mai 1930 in Jerez de la Frontera; † 12. Juli 2005 in Sevilla) war ein spanischer Flamencosänger. Er wurde vielfach mit Preisen geehrt, darunter der Latin Grammy, der Premio Ondas, der Giraldillo del Cante, der Premio Pastora Pavón und die Medalla de Andalucía.

## Biografie

### Die Anfänge
Antonio Núñez Montoya war Kind einer Roma-Familie. Die Eltern sangen beide, traten jedoch nicht professionell auf. Als Antonio sechs Jahre alt war, zog die Familie nach Sevilla in das Viertel El Porvenir. Schon als Kind liebte Antonio den Gesang. Erste Auftritte hatte er in der Straße und in Gaststätten, wo er sang, um sich etwas Geld für eine Mahlzeit zu verdienen. Ende der 1930er Jahre wurde der Flamenco populär. In den Bars und Künstlerlokalen in der Nähe der Alameda de Hércules trafen sich Künstler und Publikum, um Flamenco darzubieten, zu hören und sich darüber auszutauschen. Man traf dort Künstler, welche die Geschichte des Gesangs in Spanien maßgeblich beeinflussten: Tomas und Pastora Pavón, Manuel Vallejo, Pepe Pinto, Niño Gloria, und Antonio Pérez Guerrero, genannt El Sevillano. Von ihnen lernte Antonio Núñez, ihrem Stil strebte er nachzufolgen.
Seinen ersten professionellen Auftritt hatte er im Teatro Zorrilla in Melilla. Anschließend schloss er einen Vertrag mit dem Casino de la Exposición in Sevilla, wo er täglich sang. Seine nächste Station war das Tablao Corral de la Morería in Madrid, wo er gemeinsam mit seinem Schwager El Farruco auftrat. Anschließend kehrte er nach Sevilla zurück. Dort schloss er sich verschiedenen Flamenco-Gruppen an, mit denen er Tourneen in Europa, Amerika und Japan unternahm.
Als Anfang der 1960er Jahre die Ära der Flamenco-Festivals ihren Lauf nahm, begann El Chocolate seine Laufbahn als Solokünstler. 1962 nahm er an der III Llave de Oro del Cante, gemeinsam mit Fosforito Juan Varea und Antonio Mairena, der diesen Wettbewerb gewann. 1965 gewann El Chocolate den Premio Pastora Pavón beim IV Concurso Nacional de Arte Flamenco in Córdoba. 1968 gewann er den ersten Preis beim VII Festival de Cante Jondo de Mairena und im Folgejahr den Premio Nacional de Cante bei der Cátedra de Flamencología in Jerez. 1970 veröffentlichte er gemeinsam mit Fosforito eine Platte mit dem Titel Cante Grande.

### Auftritte und Auszeichnungen 1980–1999
1985 unternahm er gemeinsam mit El Farruco, Fernanda de Utrera, Pepe Habichuela, El Güito, Manuela Carrasco, Angelita Vargas und Adela la Chaqueta eine Tournee durch die Europäische Union. Ihre gemeinsame Show hatte den Titel Flamenco Puro. Im Jahr darauf nahm er an der IV. Flamenco-Biennale von Sevilla teil. Dort gewann er mit einstimmigem Urteil der Preisrichter den Premio Giraldillo del Cante. 1992 nahm er am Schlusskonzert der VII. Flamenco-Biennale in Sevilla im Teatro de la Maestranza in Sevilla teil. Unter anderem standen El Farruco und Manuela Carrasco gemeinsam mit ihm auf der Bühne. Im selben Jahr trat er mit Sonidos Negros („schwarze Töne“) im Veranstaltungszyklus Tribuna del Flamenco auf, und er veröffentlichte in Frankreich die Platte Cante Flamenco.
1993 beteiligte er sich an der von Odeon herausgegebenen Platte Antología de la Soleá. In diesem Palo, der Soleá, zeichnete sich El Chocolate in ganz besonderem Maße als herausragender Künstler aus. Im 1995 erschienenen Film Flamenco von Carlos Saura sang er in einer Soleá zum Tanz von de El Farruco und Farruquito. Mit Evocación a Fernando Terremoto nahm er 1999 am VII. Festival Flamenco de Caja Madrid teil, neben Inés Bacán, Fernando Terremoto und anderen. Ebenfalls 1999 wurde er mit dem Premio Nacional a la Maestría Flamenca de la Cátedra de Flamencología de Jerez ausgezeichnet.

### Die Jahre ab 2000
Im Jahr 2000, anlässlich der XI. Flamenco-Biennale von Sevilla, trat El Chocolate im Alcázar auf. Gemeinsam mit Mayte Martín und El Pele stand er in Esplendor auf der Bühne. Im Jahr darauf präsentierte er, gemeinsam mit José Menese und José Mercé, dem Publikum beim Concurso de Arte Flamenco de Córdoba eine Hommage an Fosforito. Im selben Jahr wurde er mit dem Premio Ondas Especial del Jurado für seine Verdienste als „großer Verfechter der Reinheit des Flamenco und des Gesangs der Roma“ geehrt.
An der XII Flamenco-Biennale trat er 2002 wiederum im Alcázar auf; gemeinsam mit Manuel Agujetas, Fernando Terremoto und El Guito in Jondura. Mit seiner Platte Mis Setenta Años con el Cante errang er 2003 den „Latin Grammy“ für die beste Flamenco-Produktion. Für seinen „Beitrag zum hochklassischen Flamenco und seine große Reinheit des Gesangs“ erhielt er 2003 die Medalla de Andalucía und den Premio Compás del Cante auf einstimmigen Entscheid der Jury unter Vorsitz von Cristina Hoyos.
Antonio Nuñez El Chocolate starb am 12. Juni 2005 in seinem Haus in Sevilla an einem Krebs, der wenige Monate zuvor entdeckt worden war. Noch kurz vor seinem Tod hatte ihn die Stadt Sevilla mit der Medalla de la ciudad de Sevilla geehrt. Posthum erschien 2006 Cobre Viejo, eine CD mit seinen letzten Aufnahmen.

## Stil
Antonio Nuñez war eine der herausragenden Sängerpersönlichkeiten des Flamenco. Sein Stil wurzelte in der konservativen Auffassung des Flamenco, strebend nach der Reinheit des Gesangs. Das sachkundige Publikum und die Kritik pflegten von „sonidos negros“, schwarzen Klängen, zu sprechen, um seinen Gesang zu charakterisieren. Die Sänger der Alameda de Hércules, Tomas Pavón und Pastora Pavón waren seine frühen Vorbilder gewesen. Ihren Stil bereicherte er mit seinen persönlichen Adaptionen. Er beherrschte ein breites Repertoire und zeichnete sich dabei besonders in der Soleá, der Seguiriya und dem Fandango aus.

## Auszeichnungen
- Premio Pastora Pavón, IV Concurso Nacional de Arte Flamenco de Córdoba, 1965.
- Distinción Honorífica („ehrende Erwähnung“) Antonio Mairena, 1967.
- Primer Premio VII Festival de Cante Jondo de Mairena, 1968.
- Premio Nacional de Cante de la Cátedra de Flamencología de Jerez, 1969.
- Yunque de Oro de la Tertulia Flamenca de Radio Sevilla, 1972.
- II Giraldillo del Cante, 1986.
- Trofeo Lucas López de Almería, 1991.
- Premio Nacional a la Maestría Flamenca de la Cátedra de Flamencología de Jerez, 1999.
- Taranto de Oro de la Ciudad de Almería, 1999.
- Premio Ondas für sein Lebenswerk, 2001.
- XVII Palma de Plata Ciudad de Algeciras, 2001.
- Grammy Latino für die beste Flamenco-CD, 2002.